# Eisenbahnbrücke Weikersheim

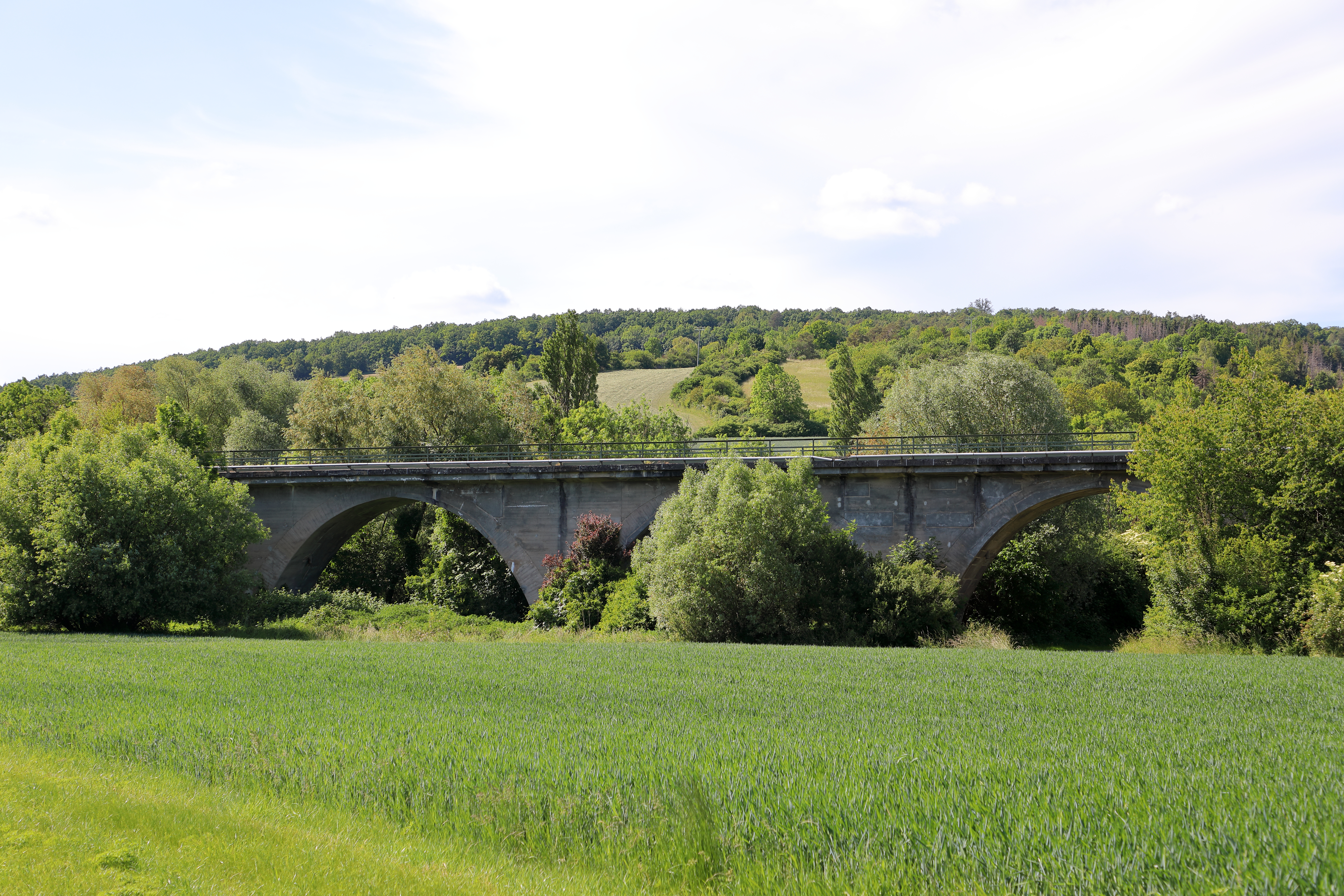
Die Eisenbahnbrücke Weikersheim

Die Eisenbahnbrücke Weikersheim ist eine Eisenbahnbrücke der Bahnstrecke Crailsheim–Königshofen auf der Gemarkung der Stadt Weikersheim im Main-Tauber-Kreis in Baden-Württemberg.

## Geschichte und Beschreibung

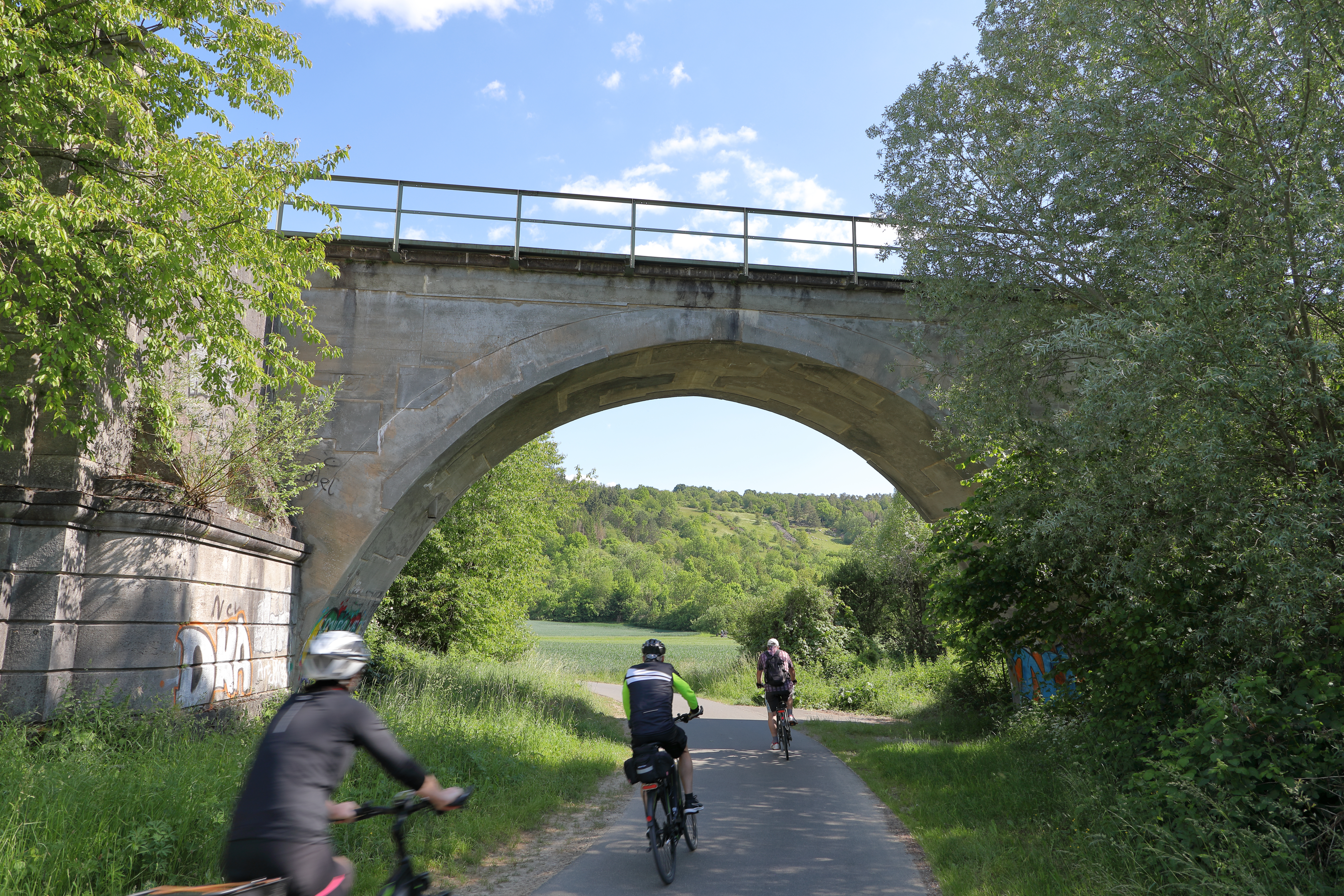
Die Eisenbahnbrücke Weikersheim überquert auch den Taubertalradweg

Die Brücke wurde am 18. Oktober 1869 mit der Eröffnung der Strecke von Crailsheim nach Bad Mergentheim in Betrieb genommen.
Die Eisenbahnbrücke folgt nach dem Bahnhof Weikersheim in Richtung Elpersheim, Markelsheim und Bad Mergentheim. Die Länge der Gewölbebrücke bzw. Bogenbrücke beträgt 105 Meter. Die Brücke führt über den Taubertalradweg und die Tauber.

## Denkmalschutz
Die Eisenbahnbrücke steht als Teil der Sachgesamtheit „Württembergische Taubertalbahn“ unter Denkmalschutz.